# 정창손 묘역 석물
정창손 묘역 석물(鄭昌孫 墓域 石物)은 대한민국 경기도 양평군 양서면 부용리, 조선 전기의 문신인 정창손 선생의 묘역에 있는 석물이다. 1994년 4월 20일 경기도의 문화재자료 제85호로 지정되었다.

## 개요
조선 전기의 문신인 정창손 선생의 묘역에 있는 석물이다.
정창손(1420∼1487)은 세종 8년(1426) 문과에 급제하여, 세조 때부터 성종에 이르는 15년간 좌의정 ·영의정 등을 역임하였다. 좌익공신·익재공신·좌리공신 등 여러 공신에 책봉되었으며, 중종 때에는 청백리에 선정되었었고,『고려사』, 『세종실록』 등 각종 편찬사업에 참여하기도 하였다.
선생의 묘역은 원래 부인의 묘역과 따로 떨어져 있었으나 1970년 도시계획으로 이장하면서 합장해 놓았다. 현재 묘비 2기·문인석 2쌍·신도비 1기·석양 1기가 남아 있으나 이전작업으로 인해 원래의 모습이 심하게 변하였다. 묘비는 직사각형으로, 윗부분의 양 모서리가 둥글게 처리되었으며 중종 원년(1506)에 제작한 것이다. 부인의 묘비는 머릿돌이 조선 전기의 전형양식인 꽃부리 형태로 세조 2년(1456)∼성종 17년(1487) 사이에 만든 것으로 추측된다. 문인석 2쌍은 모두 조선 전기 양식으로, 관을 쓰고 관복을 입고 있으며, 손에는 홀(신하들이 임금을 뵐 때 예를 갖추기 위해 손에 들던 것)을 쥐고 있다. 신도비는 임금이나 고관의 평생 업적을 기록하여 묘 앞에 세우는 비로, 받침돌 위에 윗변의 양 모서리가 둥근 직사각형의 비몸을 세운 형태이다. 원래 이 신도비는 성종 19년(1489) 서거정이 글을 지어 세웠으나 후에 파손되어 한준겸이 글을 덧붙여 다시 비문을 써서 복원하였다. 주로 왕릉 주위에 세워두던 석양은 양의 모습을 한 돌조각으로, 조각표면이 매끄럽게 다듬어져 있다.
정창손의 묘역은 처음 광주 방제동에 있었는데 그가 죽은 후 연산군 10년(1504) 폐비 윤씨사건에 연루되어 묘지와 신도비·석물 등이 모두 파손되었다. 이후 중종 원년(1506) 죄가 풀려 묘역을 개장하고 석물을 다시 세웠으며 신도비는 인조 원년(1623)에 새로이 세워놓았다.

## 참고 문헌
- 정창손묘역석물 - 국가유산청 국가유산포털